# Молотовка
Молотовка (рос. Молотовка) — присілок в Новосокольницькому районі Псковської області Російської Федерації.
Населення становить 1 особу. Входить до складу муніципального утворення Пригородная волость.

## Історія
Від 2015 року входить до складу муніципального утворення Пригородная волость.

## Населення
| 2001 | 2002 | 2010 |
| ---- | ---- | ---- |
| 4    | ↘3   | ↘1   |